# Gilles Gentges
 (juillet 2017).
Gilles Gentges, né le 14 février 1990 à Malmedy, est un gymnaste belge. Il est le frère du gymnaste Maxime Gentges.

## Palmarès

### Palmarès 2015
Championnat FfG Div. 1 (seniors) : 1re place
Championnat de Belgique (seniors) : 5e place

### Palmarès 2014
Championnat FfG Div. 1 (seniors) : 2e place
Championnat de Belgique (seniors) : 5e place
Match international Ita/Gbr/Ned/Bel - Ancona (seniors) : 20e place AA - 26e place au sol - 21e place aux arçons - 16e place aux anneaux - 28e place au saut - 21e place aux barres parallèles - 27e place en barre fixe

### Palmarès 2013
Championnat FfG Div. 1 (seniors) : 2e place
Championnat de Belgique (seniors) : 6e place
Coupe Avenir : participants invités
Voronin Cup - Moscou (seniors) : 20e place AA - 4e place en barre fixe - 6e place en équipe

### Palmarès 2010
Championnat FfG Div. 1 (seniors) : 1re place
Championnat de Belgique (seniors) : 1re place
Austrian Open Turnen - Linz (seniors) : 14e place AA - 3e place en équipe
International Gymsport - Porto : 1re place AA - 2e place en équipe
Match international Bel/Ned - Gent (seniors) : 4e place AA - 1re place en équipe
Match international Por/Bel - Torres Novas (seniors) : 6e place AA - 2e place en équipe

### Palmarès 2009
Championnat FfG Div. 1 (seniors) : 1re place
Championnat de Belgique (seniors) : 3e place
Championnat du monde - Londres (seniors) : qualifications : 74e place AA (110e place au sol, 73e place aux arçons, 74e place aux anneaux, 59e place aux barres parallèles, 55e place à la barre fixe)